# Seminatore di stelle

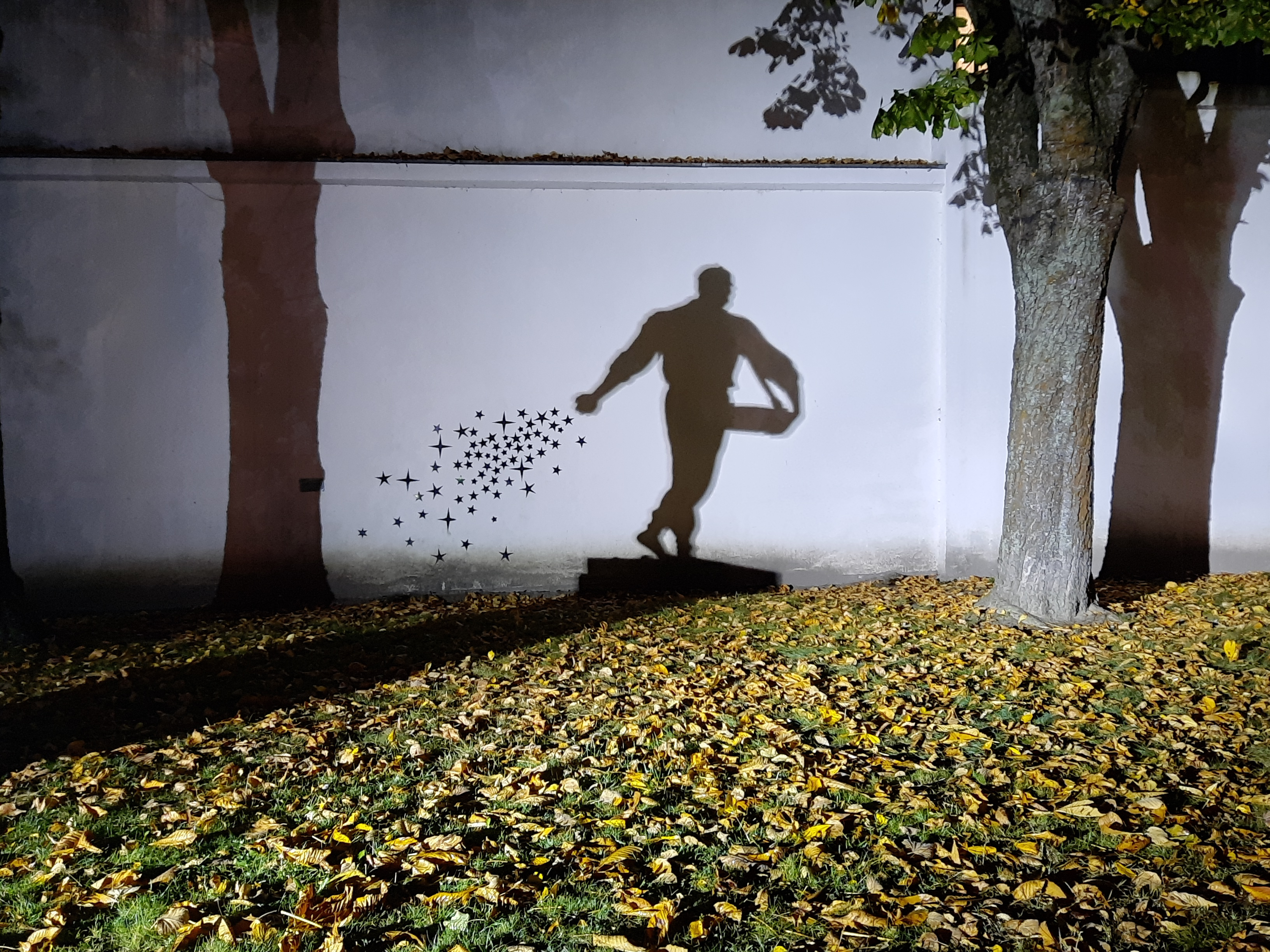
La proiezione dell'ombra della statua durante le ore serali

Il Seminatore di stelle (in lituano Sėjėjas) è una statua situata nella città di Kaunas, in Lituania, e realizzata da Bernardas Bučas nel 1939.
Di giorno sembra rappresentare un semplice contadino (un "fazendeiro") che sta seminando, ma di sera l'ombra della statua si proietta su un muro e sembra seminare dei puntini (le stelle) frutto di "arte urbana".